# Ананько Людмила Аркадіївна
Людмила Ананько  (біл. Людміла Аркадзевна Ананька; нар. 19 квітня 1982  Новогрудок, Гродненська область, Білорусь) — білоруська біатлоністка. Бронзова призерка чемпіонатів світу з біатлону, чемпіонка Європи та Універсіади з біатлону, чемпіонка світу з літнього біатлону. Учасниця Олімпійські ігор та етапів Кубка світу з біатлону. У 2010 році завершила спортивну кар'єру.

## Виступи на Олімпійських іграх
| Рік  | Міце проведення | Інд | Спр | Пр  | МС | Ест |
| 2002 | Солт-Лейк-Сіті  | DNF |     |     |    |     |
| 2006 | Турин           |     | 42  | DNF |    | 4   |

## Виступи на чемпіонаті світу
| Рік  | Міце проведення | Інд | Спр | Пр | МС | Ест | ЗМ |
| 2003 | Ханти-Мансійськ | DNF |     |    |    | 4   |    |
| 2005 | Гохфільцен      | 48  | 20  | 18 | 27 | 3   |    |
| 2005 | Ханти-Мансійськ |     |     |    |    |     | 12 |
| 2006 | Поклюка         |     |     |    |    |     | 24 |
| 2007 | Антхольц        | 16  |     |    |    | 5   |    |

## Кар'єра в Кубку світу
- Дебют в кубку світу — 15 січня 2003 року в естафеті в Рупольдингу — 6 місце.
- Перше попадання в залікову зону — 11 березня 2004 року в спринті в Осло — 15 місце.
- Перше попадання на розширений подіум — 8 березня 2007 року в спринті в Ослоі — 8 місце.
- Перший подіум — 13 лютого 2003 року в естафеті в Осло — 2 місце.

## Загальний залік в Кубку світу
- 2003–2004 — 54-е місце (22 очки)
- 2004–2005 — 59-е місце (30 очок)
- 2005–2006 — 67-е місце (15 очок)
- 2006–2007 — 35-е місце (151 очко)
- 2007–2008 — 66-е місце (12 очок)
- 2008–2009 — 77-е місце (27 очок)
- 2009–2010 — 78-е місце (23 очки)

## Статистика стрільби
| № п/п | Сезон     | Загальна         | Індивідуальна гонка | Спринт         | Гонка переслідування | Мас-старт      | Естафета       |
| ----- | --------- | ---------------- | ------------------- | -------------- | -------------------- | -------------- | -------------- |
| 1     | 2001-2002 | 95,0 % (19/20)   | 95,0 % (19/20)      | 0,0 % (0/0)    | 0,0 % (0/0)          | 0,0 % (0/0)    | 0,0 % (0/0)    |
| 2     | 2002-2003 | 79,5 % (58/73)   | 95,0 % (19/20)      | 0,0 % (0/0)    | 0,0 % (0/0)          | 0,0 % (0/0)    | 73,6 % (39/53) |
| 3     | 2003-2004 | 77,3 % (167/216) | 77,5 % (31/40)      | 80,0 % (64/80) | 81,3 % (65/80)       | 0,0 % (0/0)    | 43,8 % (7/16)  |
| 4     | 2004-2005 | 83,2 % (233/280) | 85,0 % (51/60)      | 82,5 % (66/80) | 90,0 % (54/60)       | 70,0 %(14/20)  | 80,0 % (48/60) |
| 5     | 2005-2006 | 77,7 % (129/166) | 80,0 % (16/20)      | 84,3 % (59/70) | 60,0 % (24/60)       | 0,0 % (0/0)    | 83,3 % (30/36) |
| 6     | 2006-2007 | 81,8 % (248/303) | 83,8 % (67/80)      | 80,0 % (48/60) | 83,3 % (50/60)       | 85,0 % (34/40) | 77,8 % (49/63) |
| 7     | 2007-2008 | 79,9 % (143/179) | 85,0 % (34/40)      | 83,3 % (50/60) | 72,5 % (29/40)       | 0,0 % (0/0)    | 76,9 % (30/39) |
| 8     | 2008-2009 | 93,3 % (56/60)   | 92,5 % (37/40)      | 95,0 % (19/20) | 0,0 % (0/0)          | 0,0 % (0/0)    | 0,0 % (0/0)    |
| 9     | 2009-2010 | 88,9 % (56/63)   | 85,0 % (17/20)      | 96,7 % (29/30) | 0,0 % (0/0)          | 0,0 % (0/0)    | 76,9 % (10/13) |